# Georg Schweicker

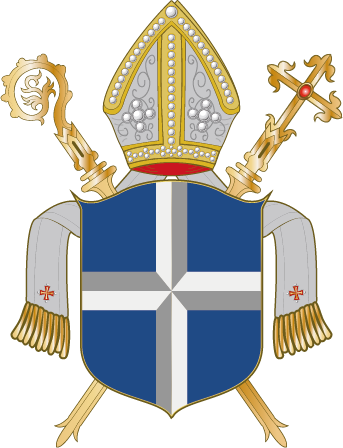
Wappen des Bistums Speyer

Georg Schweicker öfter auch Schweiker (* um 1500 in Kirrweiler (Pfalz); † 2. Mai 1563) war Weihbischof in Speyer und Titularbischof von Daulia.

## Leben und Wirken
Georg Schweicker stammte aus Kirrweiler, einem pfälzischen Dorf, das damals auch politisch zum Hochstift Speyer gehörte.
Er wurde von Fürstbischof Philipp von Flersheim 1543 zum Speyerer Weihbischof berufen und erhielt zusätzlich die Stelle des Pfarrers von Bruchsal später auch die eines Frühmessners zu Waghäusel. Die päpstliche Ernennung zum Titularbischof von Daulia erfolgte unter dem 15. Dezember 1544.
Mit Datum vom 17. August 1550 bat man aus Mainz um das Erscheinen von Weihbischof Schweicker um den dortigen, neuen Weihbischof zu konsekrieren. Am 31. August des Jahres spendete Georg Schweikert daraufhin Weihbischof Georg Neumann zu Mainz die Bischofsweihe.
1551/52 nahm Weihbischof Georg Schweicker als Konzilsvater und Vertreter des Bistums Speyer an der zweiten Periode des Konzils von Trient teil.
Auch unter dem nächsten Speyerer Bischof Rudolf von und zu Frankenstein (amtierte 1552–1560) versah Schweicker weiterhin das Amt des Weihbischofs der Diözese. 1553 wurde er überdies Kanoniker am Allerheiligenstift Speyer.
Am 8. September 1561 spendete der Weihbischof Jakob Eliner von Konstanz unter Assistenz der Weihbischöfe Georg Schweicker aus Speyer und Johannes Delphius von Straßburg, in der Bruchsaler Stiftskirche, dem neuen Fürstbischof Marquard von Hattstein, die bischöfliche Weihe. Schweicker hatte den Fürstbischof bereits einen Tag zuvor in der Kapelle des alten Schlosses zum Priester geweiht.

Über den Ablauf der Weihefeier berichtet der Speyerer Diözesanhistoriker Franz Xaver Remling sehr anschaulich:

„Zur Weihe wurde der 8. September und die Stiftskirche zu Bruchsal festgestellt. Sowohl Johannes Delphius – Episcopus Tripolitanus – von Strassburg, als Jacob – Episcopus Ascaloniensis – von Constanz versprachen einzutreffen und mit dem Speyerer Weihbischofe Georg Schweicker die Feierlichkeit vorzunehmen. Sie kamen Samstags den 6. September nach Bruchsal, Sonntags in der Frühe erhielt Marquard von seinem Weihbischofe in der Schloßcapelle die Priesterweihe. Dabei wurde der neue bischöfliche Schmuck, der Ring, das goldene Brustkreuz, die Sandalen und Handschuhe eingesegnet. Montags morgens gegen sieben Uhr wurde der zu weihende Oberhirte im feierlichen Zuge von der Stiftsgeistlichkeit, an deren Spitze der Stiftsdechant Georg von Koppenstein, aus dem Schlosse, unter dem Geläute der Glocken, in die Stiftskirche abgeholt. Marquard folgte, nach seinen Anverwandten, in langem, schwarzem Sammetrocke mit viereckigem Priesterbaret, hinter ihm der Weihbischof von Constanz, welcher bestimmt war, die Weihe zu spenden, diesem zur Rechten der Weihbischof von Speyer, zur Linken jener von Straßburg. Diesen folgten eine lange Reihe Geistlicher und Weltlicher, darunter mehrere Mitglieder des Domcapitels und des Weissenburger Stiftes. Bei den weltlichen Amtleuten war auch Philipp Simonis, Notar des Domstiftes; der Domscholaster Andreas von Oberstein und der Domvicar Nicolaus Haugk waren die Ministranten. Die Weihe wurde nach kirchlicher Vorschrift vollzogen und von Marquard der dem Pabste zu leistende Eid in die Hände des Konstanzer Weihbischofes abgelegt … Nach geendigter Weihe samt Hochamte sprach Marquard in einer lateinischen Anrede den dreien Suffraganbischöfen seinen Dank aus, worauf der bischöfliche Kanzler das Wort ergriff und die Anwesenden zum frommen Gebete, zur Treue und zum Gehorsame gegen den Neugeweihten aufforderte. Ein frohes Mahl an zehen Tischen im Schloßsaale schloß die Feierlichkeit des Tages.“

Bei seinem Tode hinterließ Weihbischof Schweicker einen Großteil seines Vermögens den armen Schülern am Domstift Speyer.
Er wurde im Kreuzgang des Speyerer Allerheiligenstiftes beigesetzt. Franz Xaver Remling konstatierte 1852 in seiner Geschichte der Bischöfe zu Speyer (Band 2, Seite 371, Fußnote 1123), dass sich seine Grabplatte im Dom befinde und eine der wenigen sei, die nicht verwüstet wurde. Evtl. war sie beim Abriss der Allerheiligenkirche um 1800 dorthin verbracht worden.
Der spätere Speyerer Weihbischof Dionys Burckard war ein Verwandter Georg Schweickerts und wurde von ihm erzogen.